# 中尾武
中尾 武（なかお たけし、1924年10月24日 - 2001年12月17日）は、日本の経営者。富士電機社長、会長を務めた。

## 経歴
福岡県北九州市出身。1948年に神戸経済大学を卒業し、同年に富士電機製造(のちの富士電機)に入社。1974年11月に取締役に就任し、1977年6月に常務、1981年6月に専務を経て、1986年6月に副社長に就任し、1987年2月に社長に昇格。1992年6月に会長に就任し、1995年6月には相談役に就任。
1988年11月に藍綬褒章を受章。
2001年12月17日急性循環不全のために死去。77歳没。